# Duits voetbalkampioenschap 1953/54
Het seizoen 1953/54 was het 45e seizoen om het Duitse voetbalkampioenschap ingericht door de DFB.
De zes deelnemende clubs aan de eindronde speelden in twee groepen van drie een halve competitie en de beide groepwinnaars speelden de finale op 23 mei 1954 in Hamburg.

## Eindronde

### Groep 1
| datum | thuisclub      | uitslag | uitclub       |
| ----- | -------------- | ------- | ------------- |
| 02-05 | Berliner SV 92 | 1-2     | Hannover 96   |
| 09-05 | Berliner SV 92 | 0-3     | VfB Stuttgart |
| 16-05 | VfB Stuttgart  | 1-3     | Hannover 96   |

| Plaats | Club           | Wed. | W | G | V | Saldo | Ptn. |
| ------ | -------------- | ---- | - | - | - | ----- | ---- |
| 1.     | Hannover 96    | 2    | 2 | 0 | 0 | 5:2   | 4:0  |
| 2.     | VfB Stuttgart  | 2    | 1 | 0 | 1 | 4:3   | 2:2  |
| 3.     | Berliner SV 92 | 2    | 0 | 0 | 2 | 1:5   | 0:4  |

|  | Geplaatst voor finale |

### Groep 2
| datum | thuisclub            | uitslag | uitclub             |
| ----- | -------------------- | ------- | ------------------- |
| 02-05 | 1. FC Kaiserslautern | 1-0     | Eintracht Frankfurt |
| 09-05 | 1.FC Köln            | 3-2     | Eintracht Frankfurt |
| 16-05 | 1. FC Kaiserslautern | 4-3     | 1.FC Köln           |

| Plaats | Club                 | Wed. | W | G | V | Saldo | Ptn. |
| ------ | -------------------- | ---- | - | - | - | ----- | ---- |
| 1.     | 1. FC Kaiserslautern | 2    | 2 | 0 | 0 | 5:3   | 4:0  |
| 2.     | 1. FC Köln           | 2    | 1 | 0 | 1 | 6:6   | 2:2  |
| 3.     | Eintracht Frankfurt  | 2    | 0 | 0 | 2 | 2:4   | 0:4  |

|}

### Finale
|             |                                                                                                |       |                      |                                                                             |
| 23 mei 1954 | Hannover 96                                                                                    | 5 – 1 | 1. FC Kaiserslautern | Olympiastadion, Berlijn Toeschouwers: 76.000 Scheidsrechter: Emit Schmetzer |
| 23 mei 1954 | Hannes Tkotz 44' Werner Kohlmeyer 47' (own) Heinz Wewetzer 77' Helmut Krohl 80' Rolf Paetz 86' |       | 13' Horst Eckel      | Olympiastadion, Berlijn Toeschouwers: 76.000 Scheidsrechter: Emit Schmetzer |

Hannover 96 werd voor de tweede keer Duits landskampioen, in 1938 behaalde Hannover 96 zijn eerste titel.